# Національна галерея Ірландії
Національна галерея Ірландії (ірл. Ghailearaí Náisiúnta na hÉireann) — розташована в Дубліні, Ірландія. Галерея заснована в 1854 році, проте була відкрита для відвідувачів лише через в 1864 році. Галерея має велику колекцію ірландського живопису, а також роботи італійських і голландських майстрів.

## Історія
1853 року в Ленстер-гаус пройшла велика промислова виставка, на якій проводився показ творів мистецтва. Жителям Дубліна настільки сподобався цей захід, що було вирішено організувати постійну державну колекцію живопису. Через 11 років, у спеціально спорудженому для цього будинку відкрили галерею. На початку її колекція налічувала всього 125 картин, проте, з 1866 року галерея почала користуватися щорічним грантом на закупівлю творів мистецтва і до 1891 року майже весь простір галереї було заповнено. В 1897 році графиня Міллтаун передала в дар музею близько 200 картин, для яких до 1903 року було побудовано окреме крило в будівлі. 
В цей же час галерея одержала як дар 31 акварель британського живописця, майстер романтичного пейзажу, Вільяма Тернера. При цьому, дарувальники висловили вимогу, щоб картини виставлялися лише в січні (для захисту від негативного впливу сонячних променів), і сьогодні, попри сучасні технології, галерея продовжує за традицією обмежувати показ акварелей.

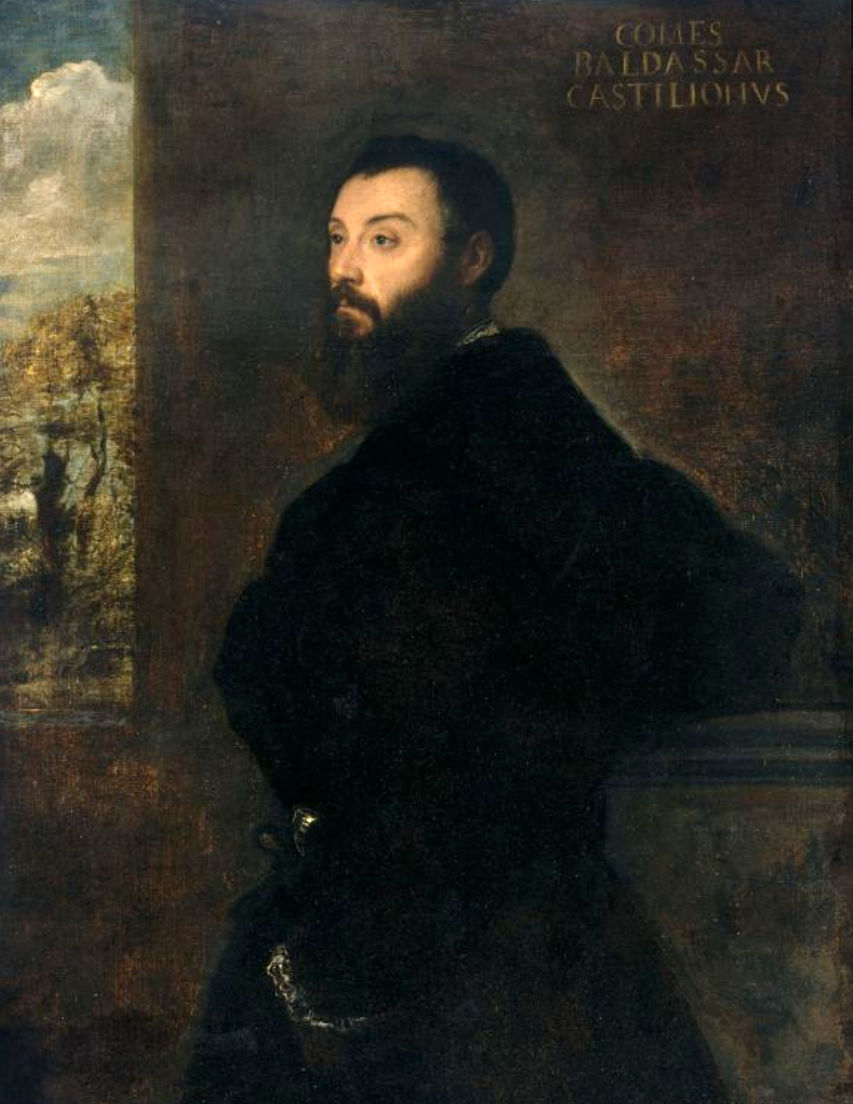
Тиціан, «Портрет Бальдассаре Кастільйоне»

1915 року помер сер Г'ю Персі Лейн, засновник Дублінської міської галереї сучасних мистецтв. У своєму заповіті він згадав Національну галерею, якій залишив велику колекцію живопису й частину свого майна, яке щорічно до сьогоднішнього часу, приносить прибуток, необхідний для купівлі нових творів мистецтва. Частина майна за заповітом перейшла до галереї і від британського письменника  Джорджа Бернарда Шоу, який за власними словами, проводив дуже багато часу в музеї в епоху своєї молодості.
1962 року до будівлі галереї було прибудовано ще одне крило. В 1987 році установі було передано 14 унікальних робіт, серед яких картини Пабло Пікассо та  Джека Батлера Єйтса. У тому ж році галерея отримала дар з 17 шедеврів світового живопису пензля  Дієго Веласкеса,  Бартоломео Естебана Мурільйо,  Яна Вермера та ін.

## Колекції
Усього в галереї зберігається близько 14 тис. картин, а також фотографії, графіка, малюнки, скульптура та інші твори мистецтва.

### Іспанський живопис

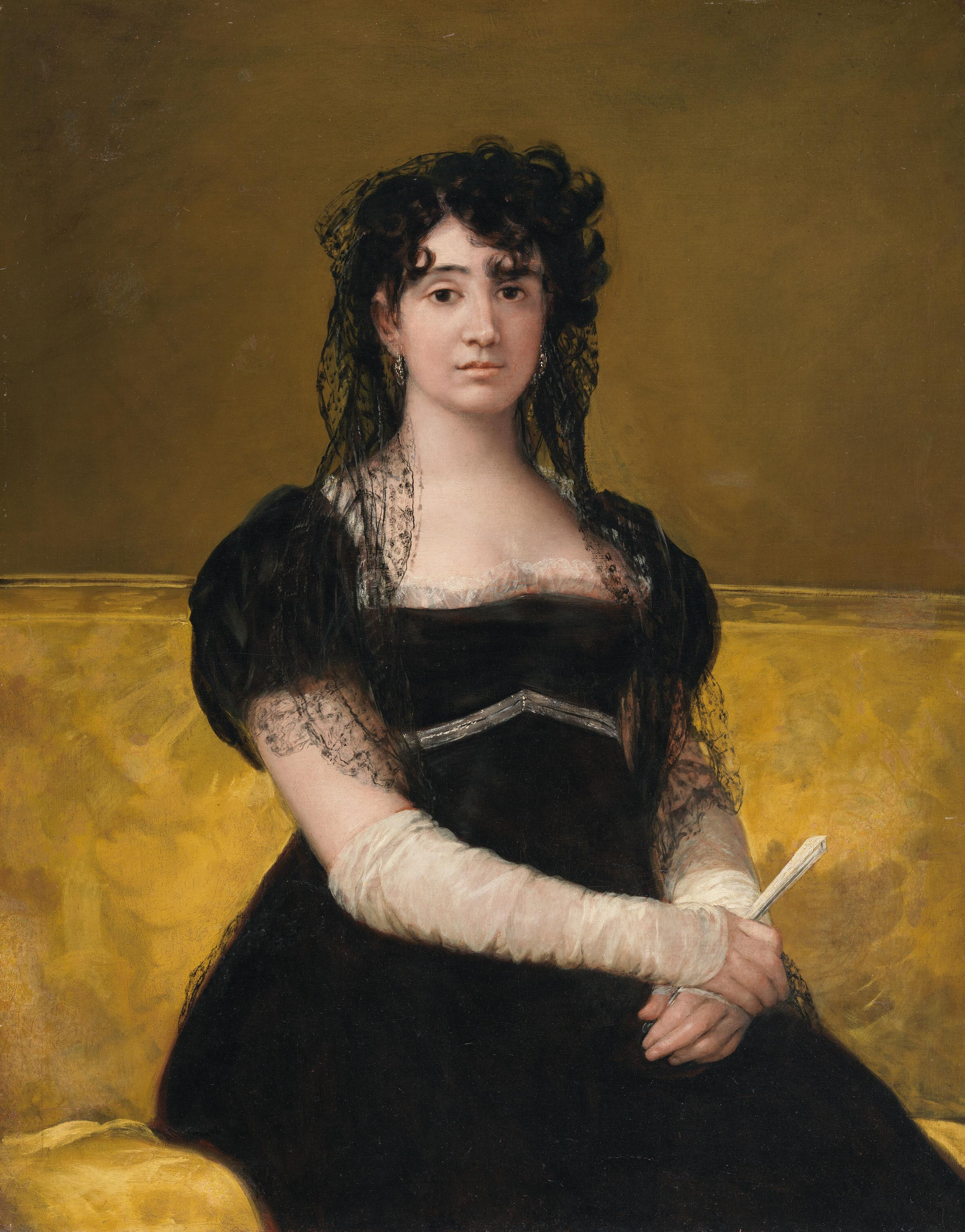
Франсіско Гойя, « Акторка Антонія Сарате »

- Луїс де Моралес — "Св. Ієронім у пустелі "(1570-і рр.)
- Хосе де Рібера — "Св. Онуфрій "(після 1620)
- Дієго Веласкес — «Мулатка» (1617 - 1618)
- Франсіско де Сурбаран — «Зачаття» (до 1660)
- Бартоломео Естебан Мурільйо — «Повернення блудного сина» (1660)
- Франсіско Гойя — « Акторка Антонія Сарате » (1805 - 1806)
- Пабло Пікассо

### Французький живопис

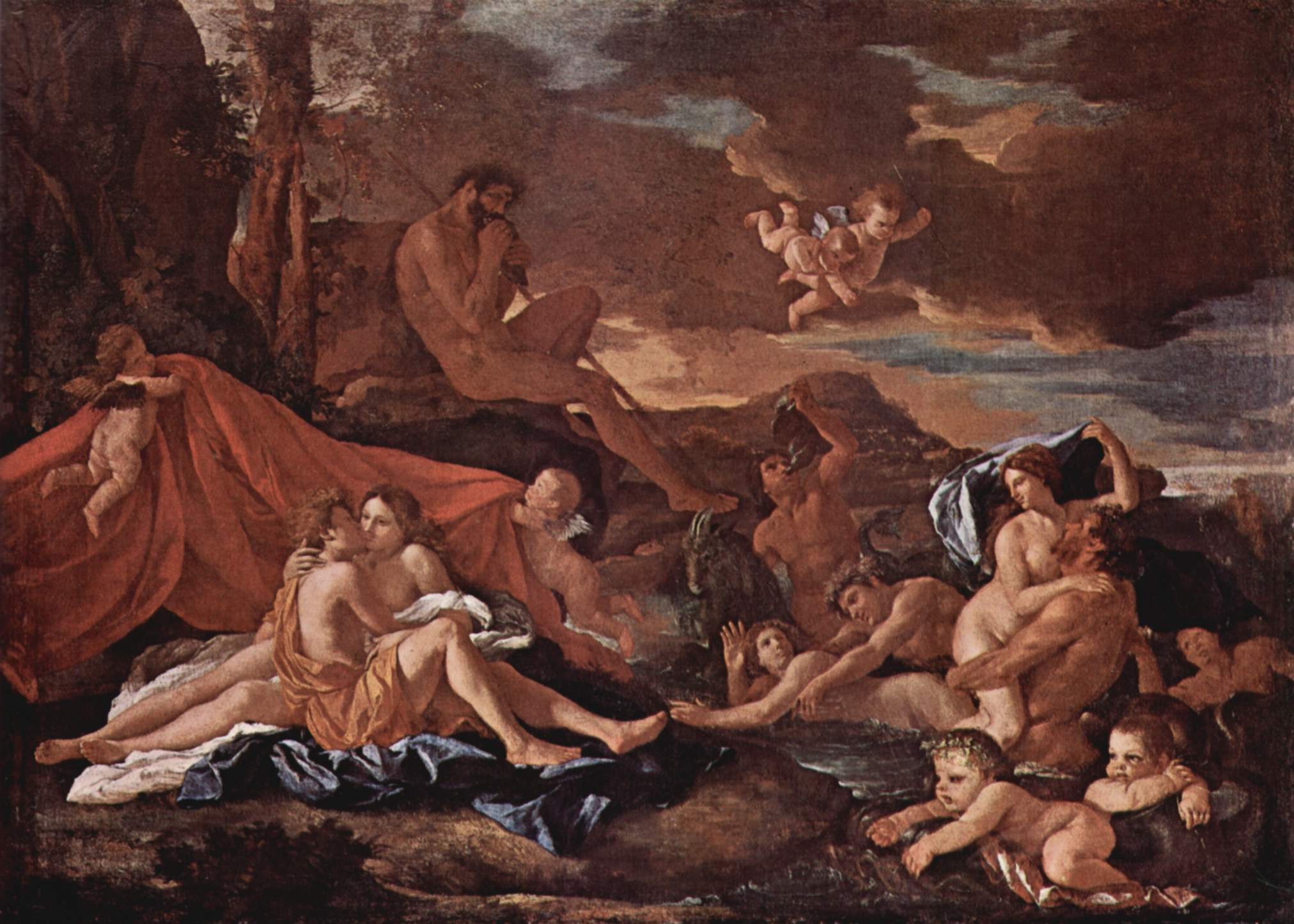
Нікола Пуссен — «Акід і Галатея» (1627 - 1628)

- Нікола Пуссен — «Акід і Галатея» (1627—1628), «Оплакування Христа» (1657—1660)
- Жан Батист Сімеон Шарден — «Натюрморт: два кролики, сіра куріпка, ягдташ і порохівниця» (1731)
- Жан-Оноре Фрагонар — «Венера і Амур (День)» (1755)
- Ежен Делакруа — «Демосфена на березі моря» (1859)
- Гюстав Курбе — «Портрет Адольфа Марлі» (1851)
- Клод Моне — «Аржантей з одиноким вітрильником» (1874)
- Поль Сіньяк — «Леді на терасі» (1898)
- Хайм Сутін — «Пейзаж зі сходами» (1922)

### Італійський живопис

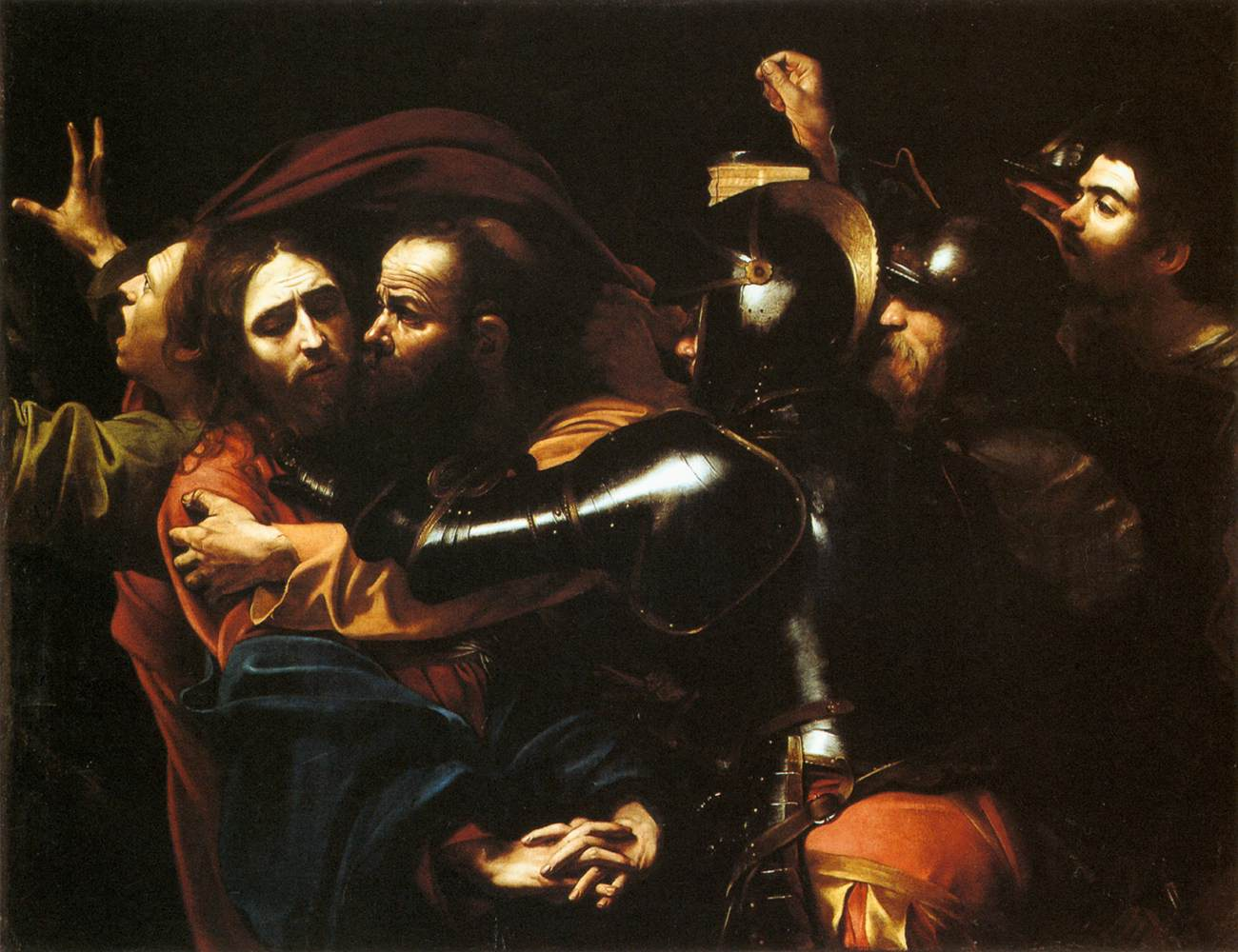
Караваджо — «Взяття Христа під варту» (1602), варіант картини зберігає також Музей західного і східного мистецтва (Одеса)

- Фра Анджеліко — «Святі Косма і Даміан» (1440 - 1442)
- Філіппіно Ліппі — «Портрет музиканта» (після 1480)
- Тіціан — «Ecce Homo» (1558 - 1560)
- Джованні Баттіста Мороні — «Портрет джентльмена і двох його дітей» (1570)
- Караваджо — «Взяття Христа» (1602)
- Гвідо Рені — «Смерть Клеопатри» (1639 - 1640)
- Доменікіно — «Свята Марія Магдалина» (1625)
- Гверчіно — «Яків благословляє синів» (1620)
- Лука Джордано — «Венера, Марс і кузня Вулкана» (1660)
- Джованні Антоніо Каналь — «Площа Святого Марка» (1756)

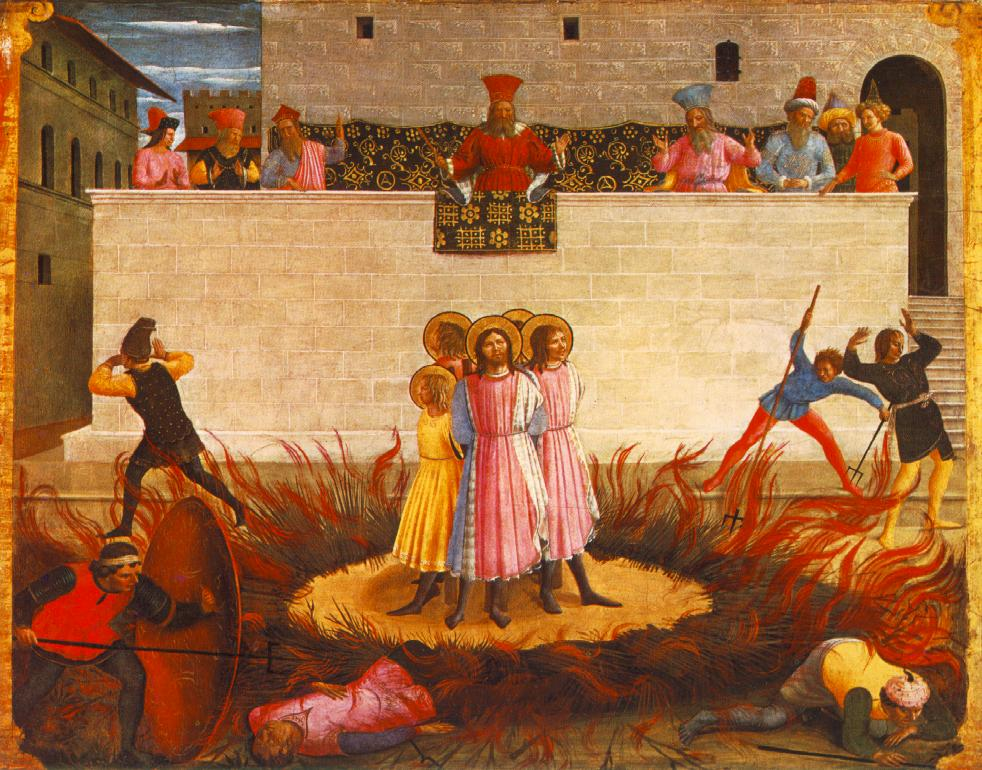
Фра Анжеліко, пределла образу «Святі Косма та Даміан», «Спалення перших християн»
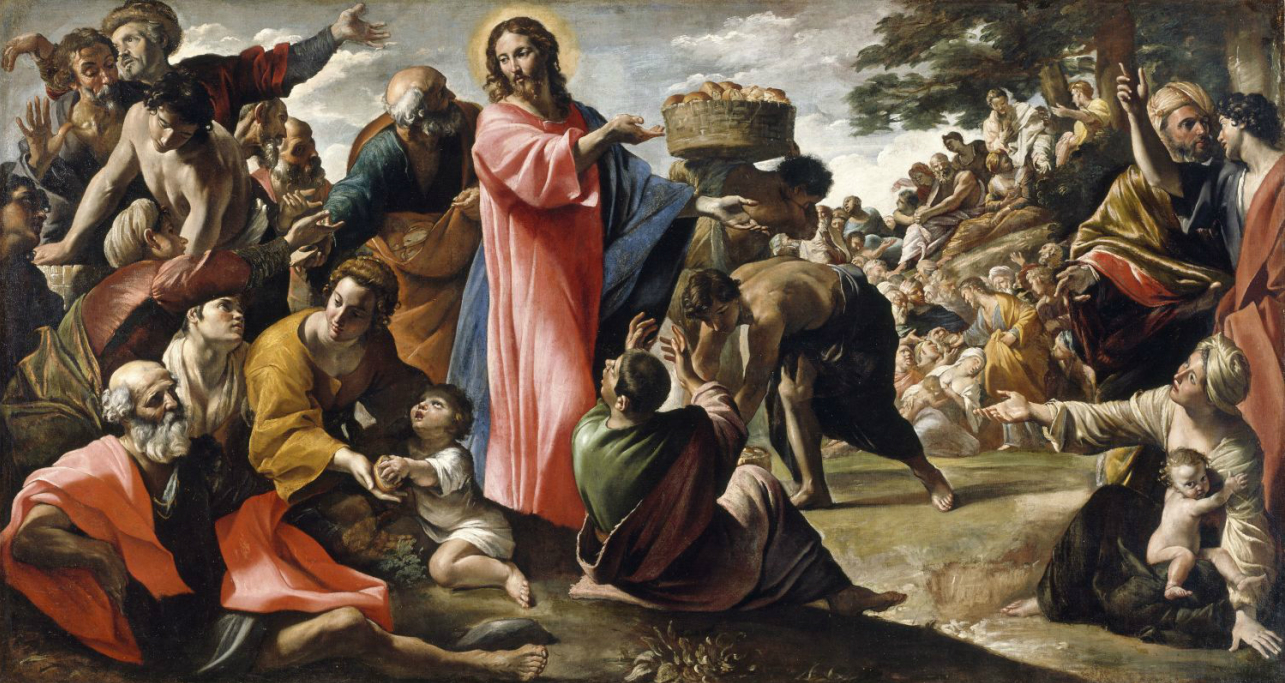
Джованні Ланфранко, «Диво з хлібами та рибами»
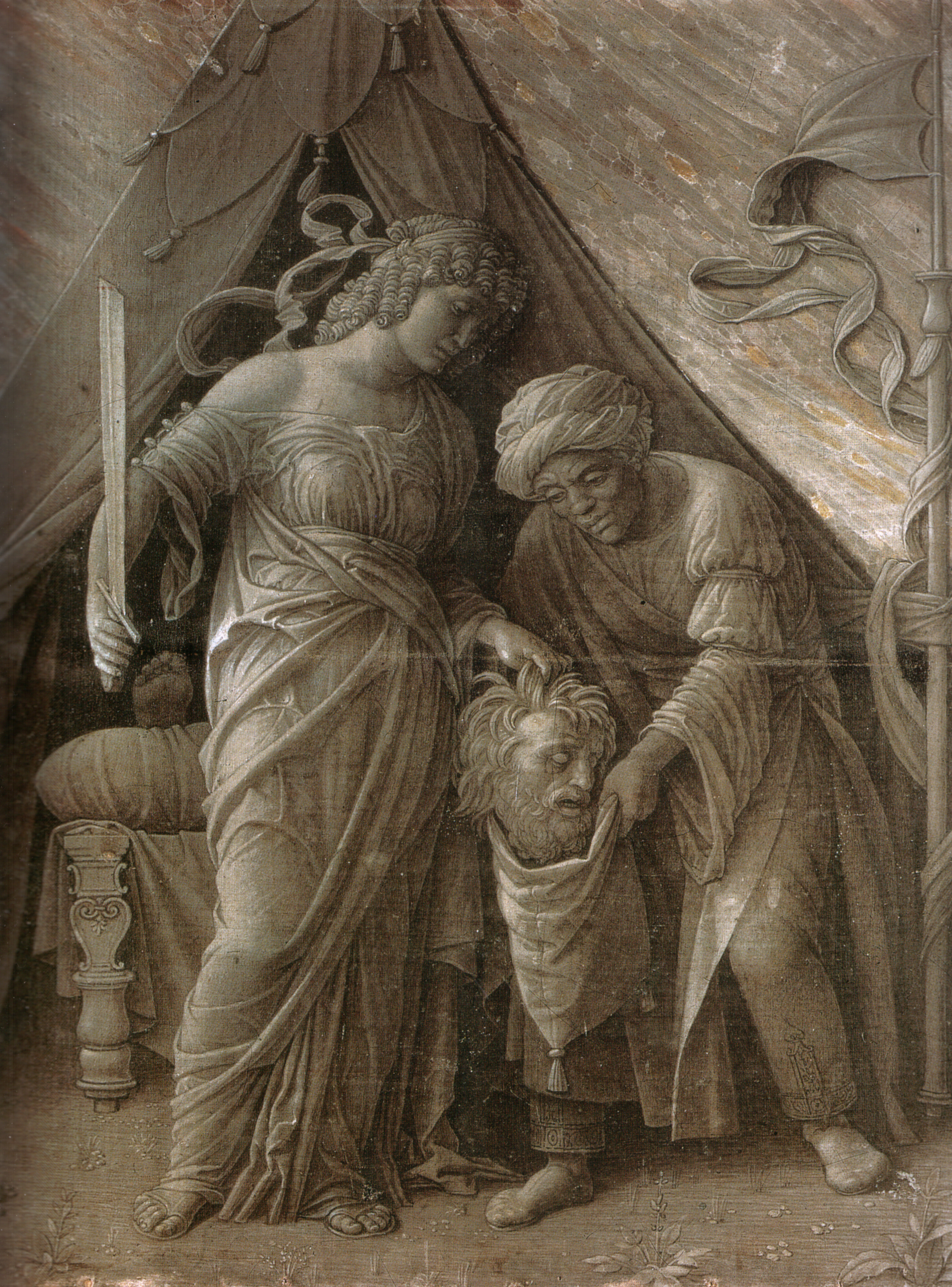
Андреа Мантенья, «Юдита з головою Олоферна»
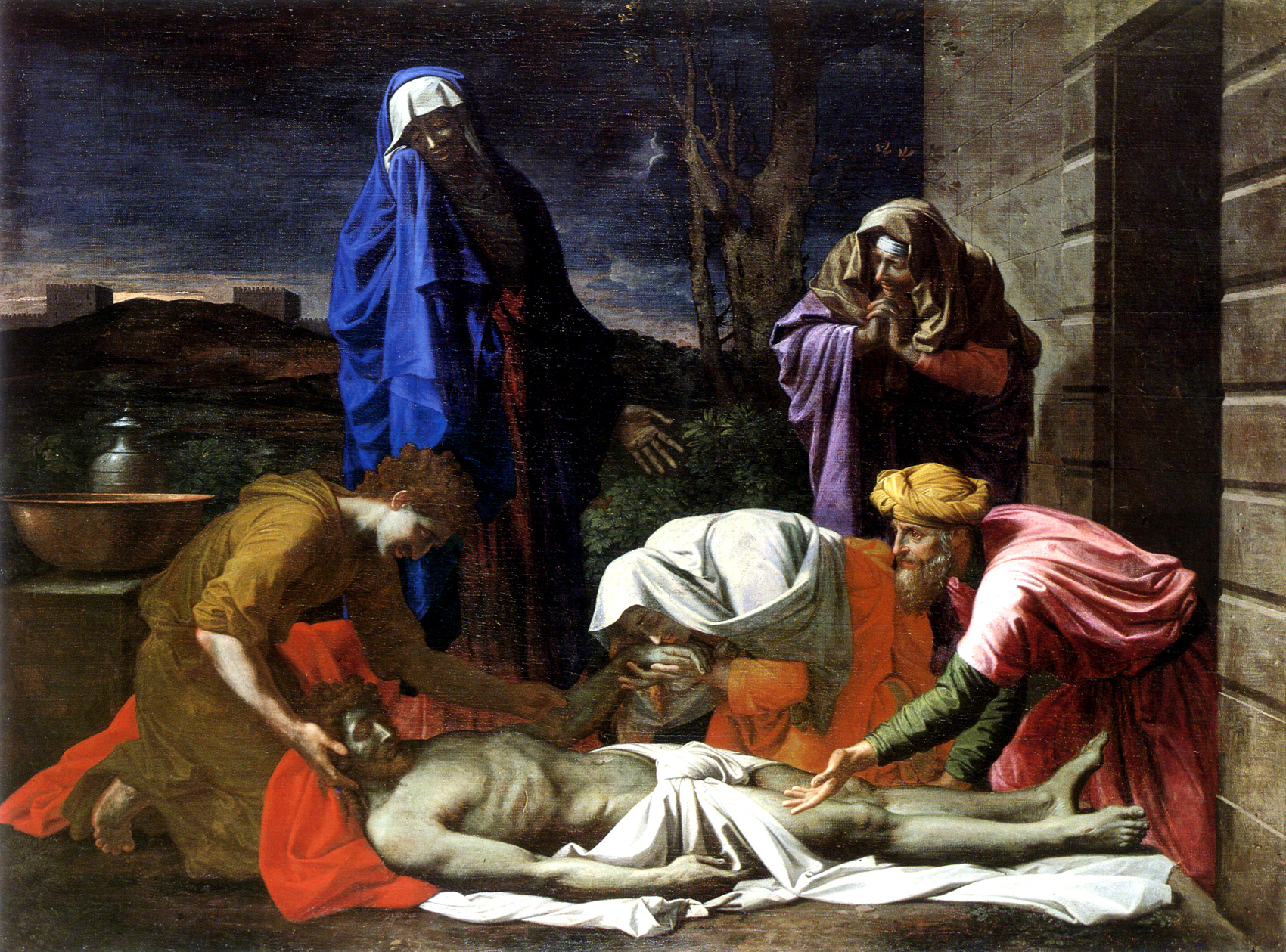
Пуссен, «П'єта»

### Німецький живопис
- Вольф Хубер — «Портрет Антона Хундерфунда» (1526)
- Георг Пенц — «Портрет джентльмена» (1549)
- Ангеліка Кауфман — «Сім'я Елі» (1771)
- Еміль Нольде — «Дві жінки в саду» (1915)

### Голландський та фламандський живопис

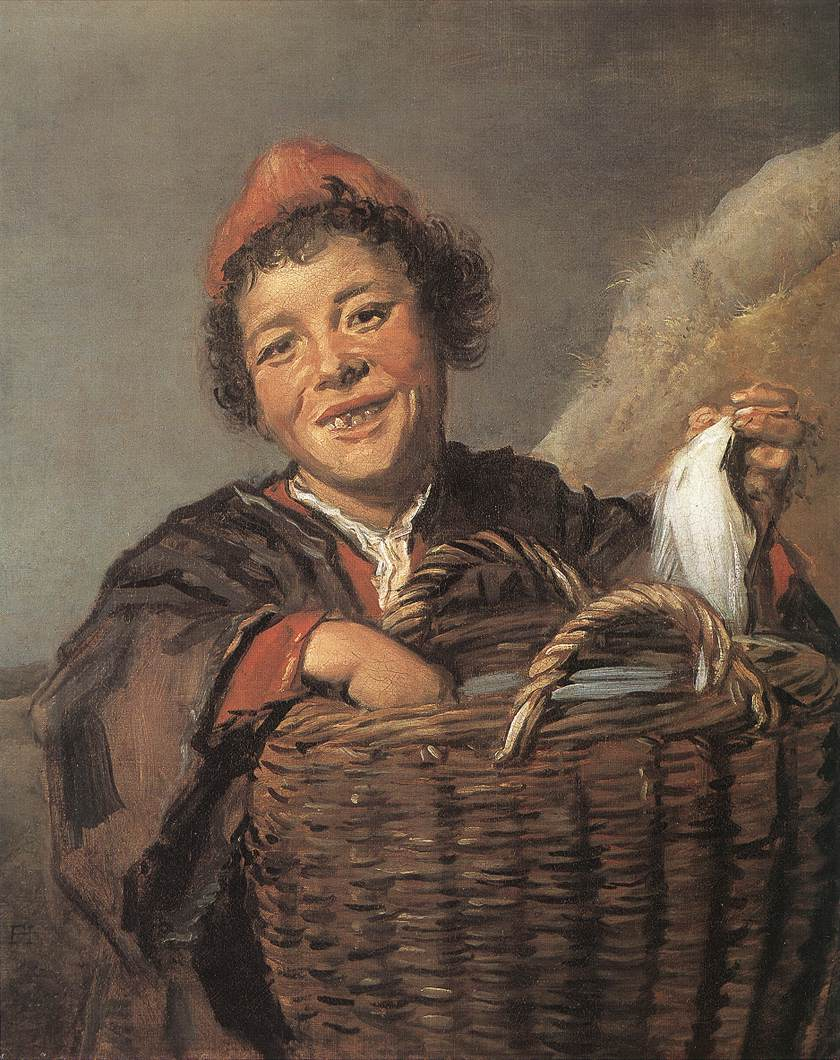
Франс Галс «Хлопчик з кошиком риби»
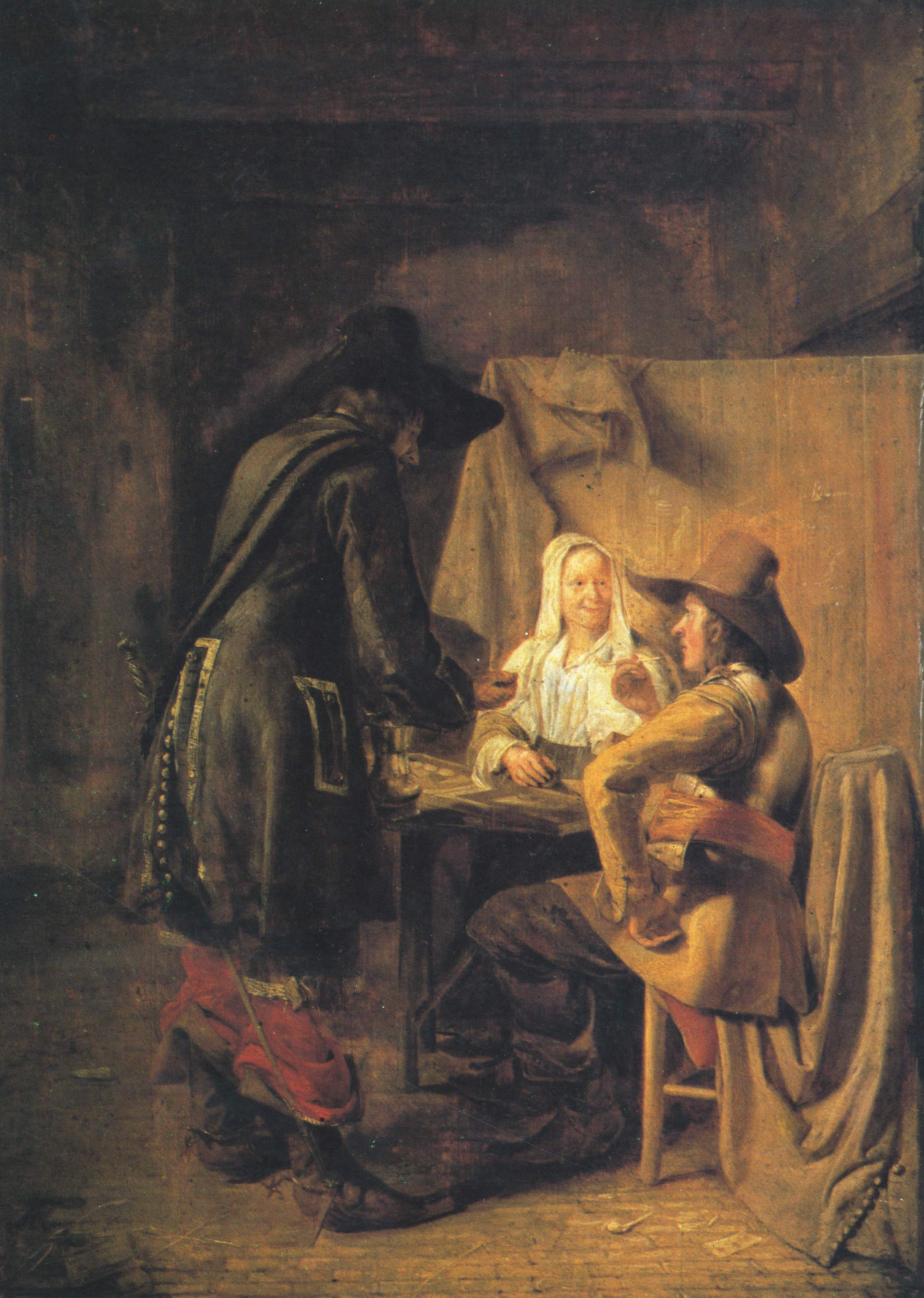
Пітер де Хох, «Гра в трік трак»
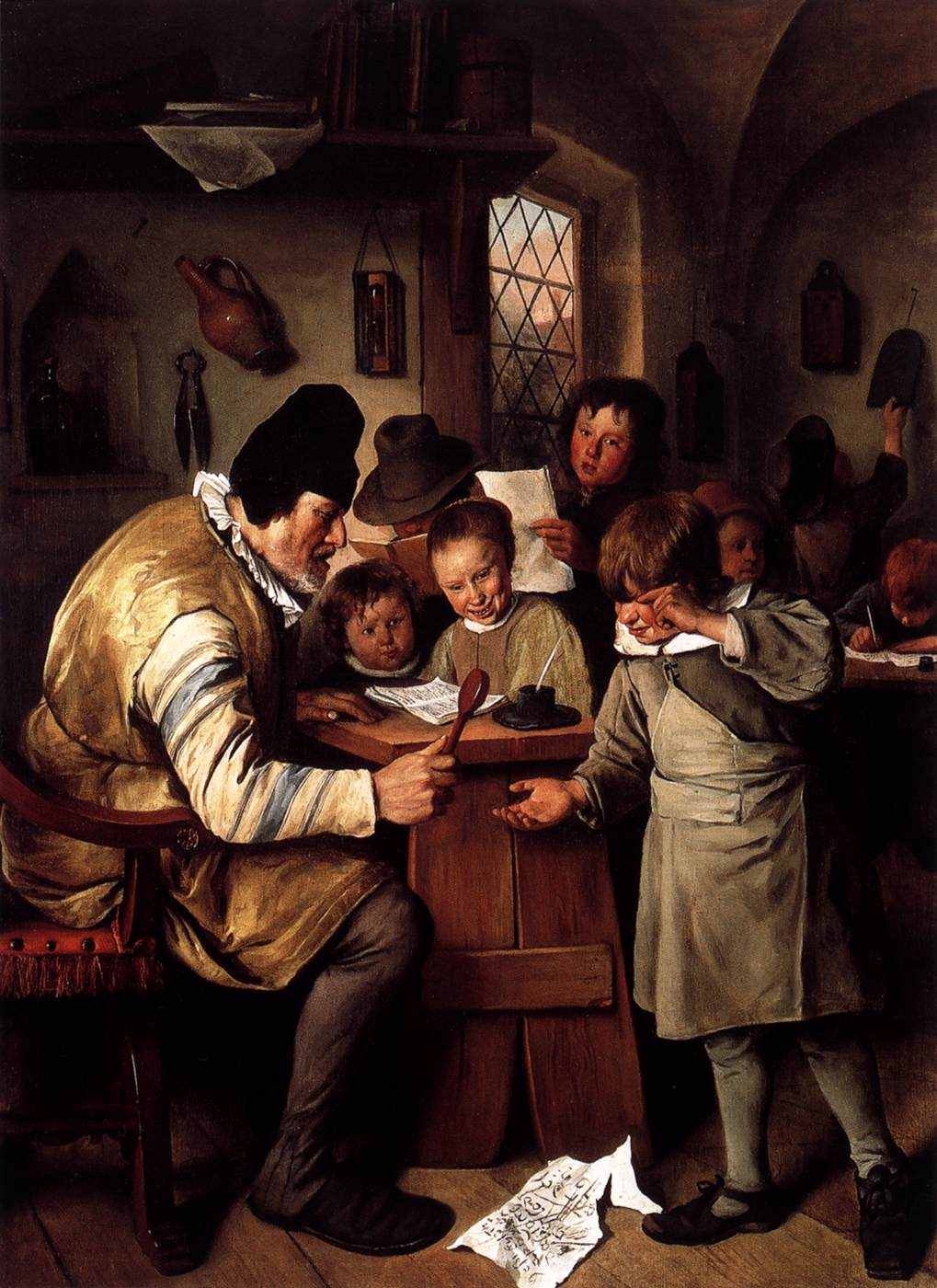
Ян Стен, «Шкільний вчитель»
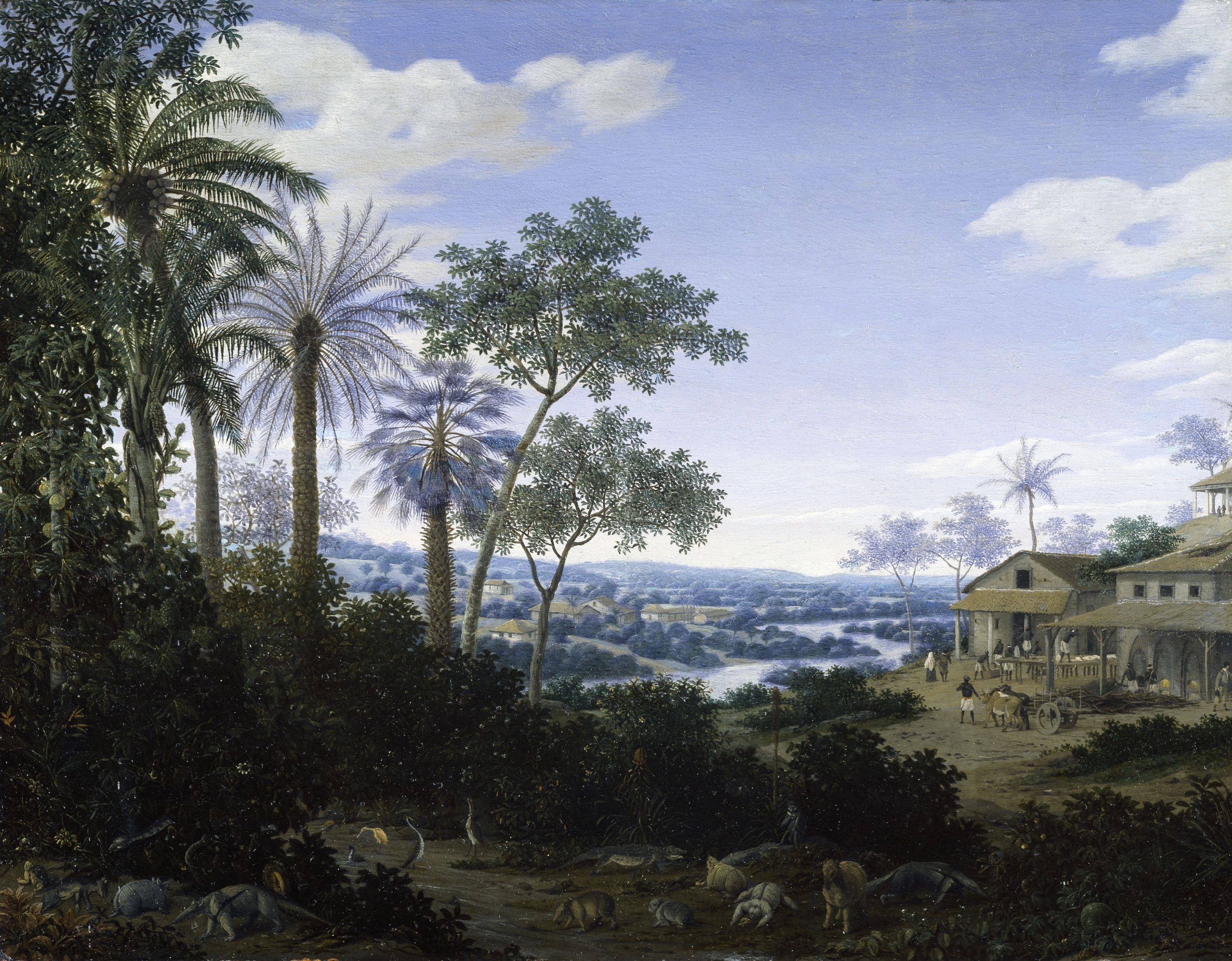
Франс Пост, «Цукровий млин в Бразилії»

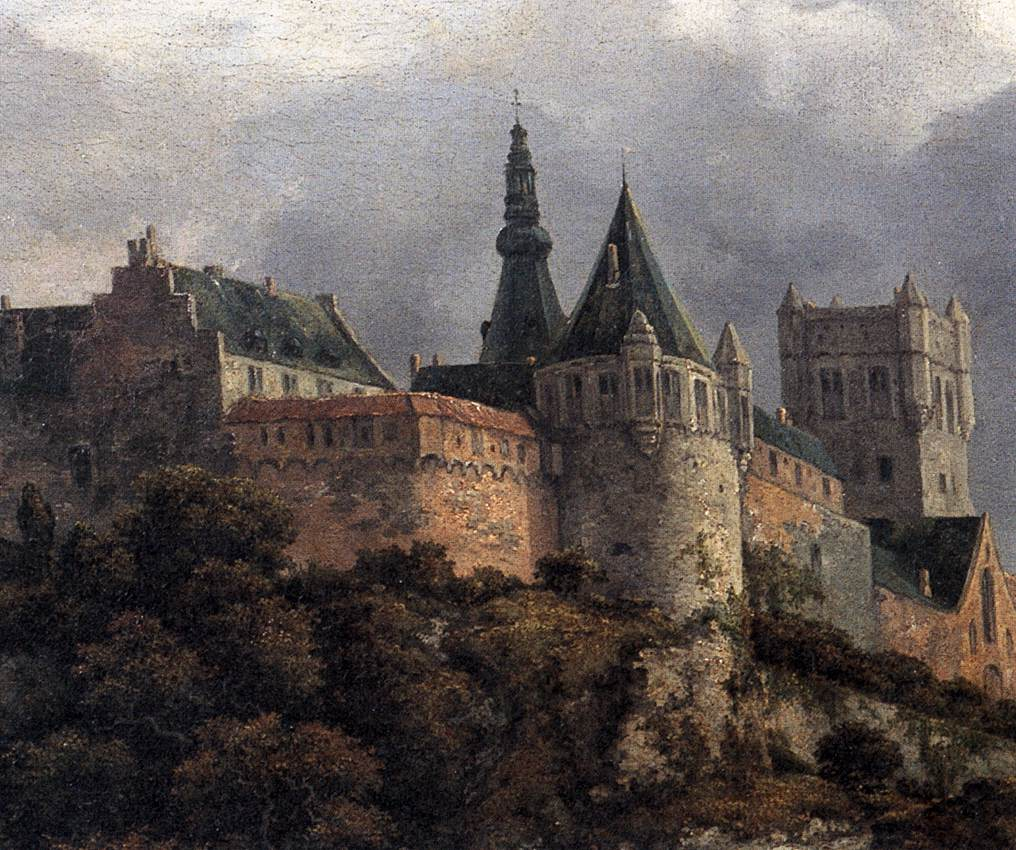
Якоб ван Рейсдал. «Замок Бентем», фрагмент картини з замком

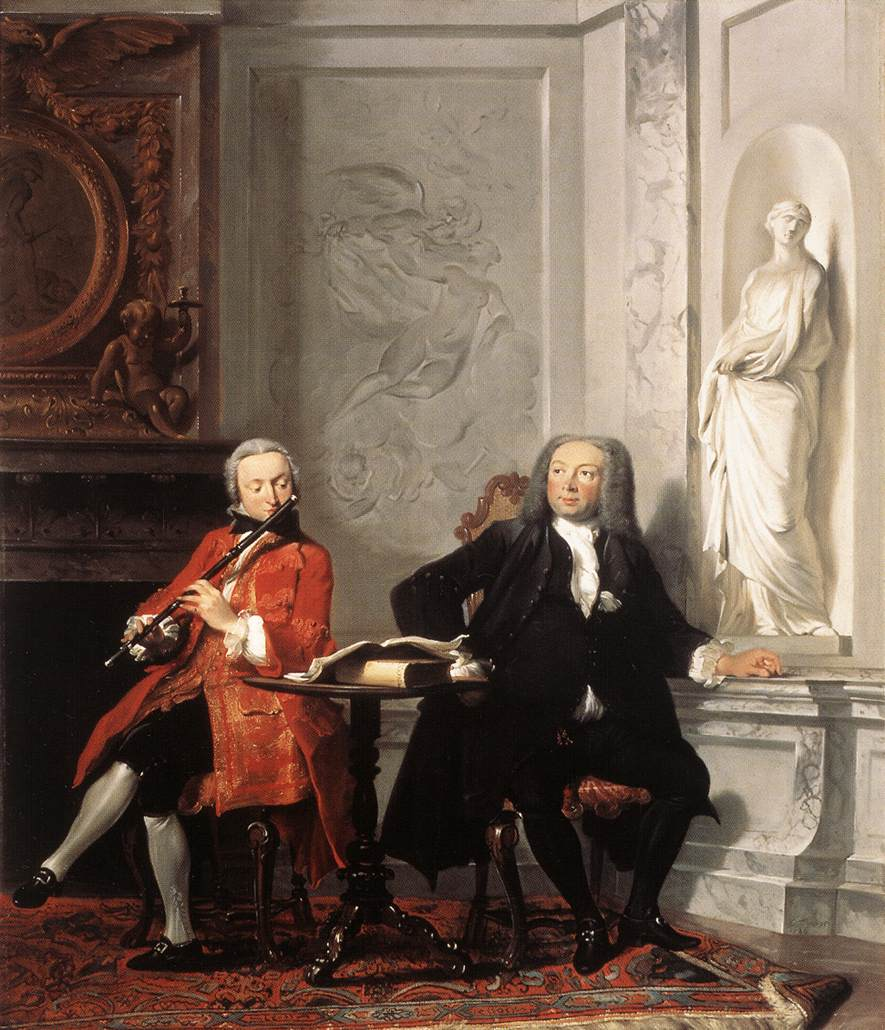
Корнеліс Трост, «Портрет Ієроніма Тоннемана з сином»

- Ян Вермер — «Пані пише листа зі своєю служницею»
- Пітер Брейгель Молодший — «Селянське весілля» (1620)
- Пітер Пауль Рубенс — «Грош Святого Петра» (1617 - 1618)
- Якоб Йорданс — «Шанування Євхаристії» (1630), «Вечеря в Еммаус» (1645 - 1665)
- Антоніс ван Дейк — «Хлопчик, що стоїть на терасі» (1623—1624)
- Франс Галс — «Хлопчик з кошиком риби»
- Пітер де Хох — «Гра в трік трак»
- Ян Стен — «Шкільний вчитель»
- Якоб ван Рейсдал — «Замок Бентем»
- Франс Пост — «Цукровий млин в Бразилії»
- Хендрік Аверкамп — «Зимові забави»
- Абрахам Сторк — «Вітрильники в шторм»
- Корнеліс Трост — «Портрет Ієроніма Тоннемана з сином»

### Картини митців Британії та США
- Вільям Хогарт «Діти родини Макінен»
- Томас Гейнсборо «Краєвид в графстві Саффолк»
- Джошуа Рейнольдс « Портрет Чарлза Кута»
- Генрі Реберн
- Джордж Ромні
- Джон Сінгер Сарджент
- Ендрю Фестин